# Boquerón (distrito)
Boquerón é um distrito da província de Chiriquí, Panamá. Possui uma área de 281,60 km² e uma população de 12.275 habitantes (censo 2000), perfazendo uma densidade demográfica de 43,59 hab./km². Sua capital é a cidade de Boquerón.